# フィンランド社会民主党
フィンランド社会民主党（フィンランドしゃかいみんしゅとう、フィンランド語: Suomen Sosialidemokraattinen Puolue、略称：SDP、スウェーデン語: Finlands Socialdemokratiska Parti、英語: Social Democratic Party of Finland）は、1899年に結成されたフィンランドの政党。社会主義インターナショナルに加盟。中央党や国民連合党と並んで、国内で最も影響力のある政党の一つとされる。党の社会民主主義的な政策は、左翼同盟のような他の政党のものよりは穏健であり、他の北ヨーロッパ諸国の社会民主主義政党に近いものである。
20世紀初頭には選挙でも4割程度の得票率を得ていたが、1918年のフィンランド内戦後には党内の共産主義者が離党しフィンランド共産党を結成。共産党結党後は社会民主党の総得票率が半分近くにまで減少している。こうしたことからフィンランド人民民主同盟の支援を得るも、得票率の回復にはつながらなかった。2007年の議会選挙では21.4％の得票率しか得られず、選挙前よりも8議席を失い45議席に終わった。
2011年の議会選挙で告示前より2議席を失う42議席に後退した。2015年の選挙では34議席とさらに後退、第4党にまで転落した。2019年4月14日の議会選挙では40議席を獲得して第1党となり勝利し、アンティ・リンネ政権が発足。しかし大規模ストライキに対する対応が批判され同年12月に中央党などとの連立政権は崩壊し、党首を継いだサンナ・マリンを首班とする新政権が発足した。2023年4月2日の議会選挙では43議席となり前回より議席数は増やしたものの第3党に後退し、マリン首相は敗北を認めた。